# Americana (album, The Offspring)
Americana je páté studiové album americké punk rockové skupiny The Offspring. Bylo vydáno 17. listopadu 1998 a následovalo tak úspěšné předchozí album Ixnay on the Hombre.
Album zaznamenalo veliký úspěch, již první týden se prodalo přes 175 000 kusů, získalo nejlepší pozici v žebříčku Billboard 200 v historii skupiny. Je to druhé nejlépe prodávané album skupiny. Celkově se ho prodalo přes 12 milionů kusů. Mezi nejznámější hity alba patří bezpochyby „Pretty Fly For a White Guy“, „The Kids Aren't Alright“, „Why Don't You Get a Job?“ a „She's Got Issues“.

## Seznam nahrávek
Všechny skladby napsal(i) The Offspring. 
| Pořadí         | Název                        | Autor                                                                         | Délka |
| -------------- | ---------------------------- | ----------------------------------------------------------------------------- | ----- |
| 1.             | Welcome                      |                                                                               | 0:09  |
| 2.             | Have You Ever                |                                                                               | 3:56  |
| 3.             | Staring at the Sun           |                                                                               | 2:13  |
| 4.             | Pretty Fly (For a White Guy) |                                                                               | 3:08  |
| 5.             | The Kids Aren't Alright      |                                                                               | 3:00  |
| 6.             | Feelings                     | Morris Albert a Louis Felix-Marie Gaste, parodický text napsal Dexter Holland | 2:51  |
| 7.             | She's Got Issues             |                                                                               | 3:48  |
| 8.             | Walla Walla                  |                                                                               | 2:57  |
| 9.             | The End of the Line          |                                                                               | 2:59  |
| 10.            | No Brakes                    |                                                                               | 2:06  |
| 11.            | Why Don't You Get a Job?     |                                                                               | 2:52  |
| 12.            | Americana                    |                                                                               | 3:15  |
| 13.            | Pay the Man                  |                                                                               | 10:19 |
| Celková délka: | Celková délka:               | Celková délka:                                                                | 43:35 |